# دونالد بيتي
دونالد بيتي (بالإنجليزية: Donald Beatty)‏ هو طيار أمريكي، ولد في 11 أبريل 1900، وتوفي في 12 يوليو 1980 في برمنغهام في الولايات المتحدة.